# Aphanogmus salicicola
Aphanogmus salicicola är en stekelart som först beskrevs av William Harris Ashmead 1893.  Aphanogmus salicicola ingår i släktet Aphanogmus och familjen pysslingsteklar. Inga underarter finns listade i Catalogue of Life.